# Nathalie Elimas
Nathalie Élimas (Beauvais, 5 de juny de 1973) és una política francesa, membre del Moviment demòcrata.
Representant local a la Val-d'Oise, l'any 2017 es diputada de la sisena circumscripció. Tres anys més tard, entra al govern Jean Castex com a secretària d'Estat encarregada de l'Educació prioritària.

## Biografia
Diplomada amb un màster de dret per la Universitat de París X Nanterre i un MBA en recursos humans de l'Institut superior del comerç de París, Nathalie Élimas durant diversos anys ha exercit com a quadre de recursos humans abans de dedicar-se a l'ensenyament.

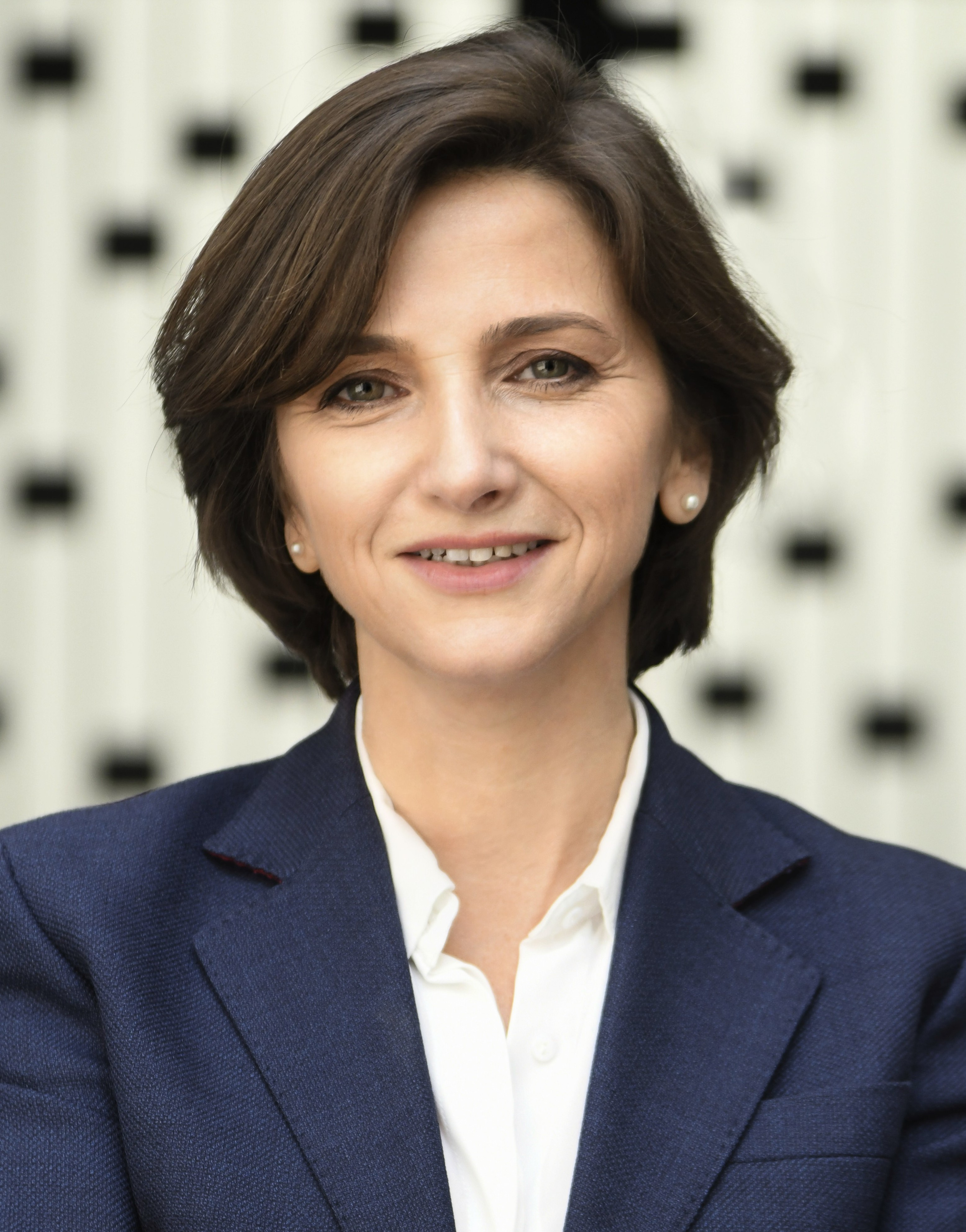
Nathalie Élimas el 2019.

L'any 2007, Nathalie Élimas s'uneix al Moviment Demòcrata. Quadre departamental del partit Moviment Demòcrata és converteix el 2014 en alcaldessa-adjunta de Margency encarregada de la comunicació, de la cultura i del patrimoni.
Es presenta a les eleccions legislatives a la sisena circumscripció del Val-d'Oise l'any 2012, però fracassa a la primera volta amb el 2,43 % dels vots.
Al desembre de 2015, és elegida consellera regional d'Illa-de-França de la llista Els Republicans - Unió dels demòcrates i independents - Moviment Demòcrata dirigida per Valérie Pécresse. Forma part del grup Centre i Demòcrates i és en el si de la comissió d'afers europeus.
Va ser elegida diputada de la sisena circumscripció de Val d'Oise en les eleccions legislatives de 2017 enfront de l'alcalde d'Els Republicans de Soisy-sous-Montmorency, Luc Strehaiano amb 57,11 % dels sufragis a la segona volta.
Després de l'adopció de la llei per a la confiança a la vida política que sanciona l'acumulació de mandats, dimiteix de la seva plaça d'adjunta a l'alcalde de Margency.
En les eleccions europees de 2019, dona suport a la llista Renaissance, de La República En Marxa i el Moviment Demòcrata. La llista recull el 22,86 % dels vots a la Vall-de Oise, quedant en primera posició davant Reagrupament Nacional.
El 26 de juliol de 2020, és nomenada secretària d'Estat encarregada de l'Educació prioritària amb el ministre d'Educació nacional, Joventut i Esports Jean-Michel Blanquer al govern Jean Castex.

## Posicions polítiques
Nomenada ponent del projecte de llei presentat per Muriel Pénicaud per a la llibertat d'escollir el seu futur professional, defensa particularment les mesures que pretenen assegurar la igualtat entre les dones i els homes en l'entorn professional i la inclusió de les persones en situació de discapacitat.

Després de l'afer d'abús sexual sobre menors anomenat "Petita Sarah", Nathalie Élimas és compromet amb el pare de la víctima fent de la lluita contra els abusos sexuals un dels seus combats. En l'examen del projecte de llei contra els abusos sexuals i sexistes, defensa la fixació d'un llindar d'edat associada a una presumpció de víncol. Aquesta disposició no queda en el text final, i Nathalie Élimas rebutja de prendre part en la votació. A una tribuna apareguda a Le Parisien, escriu:
L'asimetria evident que existeix entre un adult i un nen ha de conduir-nos, a nosaltres parlamentaris, a associar un llindar d'edat a una presumpció de víncol. Havia proposat intransigència a l'Assemblea. Havia proposat una presumpció de víncol per a tota relació sexual d'un adult amb un menor, fent caure així la càrrega de la prova sobre l'agressor, per a no haver demanat consentiment al nen.
El 29 d'abril de 2019, en una sessió de qüestions sobre la posada en marxa de la llei reforçant la lluita contra els abusos sexuals i sexistes a l'Assemblea nacional, renova el seu suport a aquesta mesura. El 19 de gener de 2020, després del testimoniatge de Vanessa Springora, víctima de l'escriptor Gabriel Matzneff a la seva joventut, publica una columna titulada "Posem les conseqüències de l'afer Matzneff a la llei". Amb aquest text, crida els diputats a votar a favor de la proposició de llei defensada pel grup de France Insoumise que establiria que el víncol és presumpte en cas d'acte sexual comès sobre un menor de menys de 13 anys.
Nathalie Élimas és també l'autora d'una proposició de llei que preten reforçar l'atenció als càncers pediàtrics per la investigació, el suport als cuidadors familiars, la formació dels professionals i el dret a l'oblit Adoptat per unanimitat, el text és promulgat el 10 de març de 2019 i queda encarregada d'elaborar un informe d'aplicació d'aquesta llei.
Sensibilitzada amb la situació dels cuidadors durant la seva tasca en aquest text, continua el seu compromís presentant a l'Assemblea Nacional el projecte de llei de la senadora Jocelyne Guidez dirigit a promoure el reconeixement dels cuidadors. Després de l'adopció d'aquest text, publiquen, juntament amb els responsables de l'associació, un fòrum que demana que es tingui en compte la situació dels cuidadors d'infants.
El 17 de juliol de 2019 és designada ponent de la comissió d'informació sobre l'adaptació de la política familiar francesa als reptes de la societat del segle xxi. Afirma voler engegar una reflexió comuna per tal de respondre als grans reptes de demà: com preservar una natalitat dinàmica? Com adaptar les nostres polítiques públiques als nous models familiars? Com protegir els més vulnerables, entre els quals els cuidadors familiars o les persones en pèrdua d'autonomia? Com a portaveu del grup Mòdem i emparentats del projecte de llei de finançament de la Seguretat social, Nathalie Élimas havia defensat ja fortes posicions sobre política familiar, sobretot la reafirmació de la universalitat dels subsidis familiars i la defensa del beneficis fiscals.
L'informe que va sortir d'aquesta comissió d'informació, adoptat per unanimitat el 30 de juny de 2020, comporta 40 proposicions que litiguen per a un "Family Act" a la francesa, o la renovació de la política familiar de França Nathalie Elimas es pronuncia així per al restabliment del principi d'universalitat dels subsidis familiars, accessibles des del primer fill. Igualment, recomana d'aixecar el sostre dels beneficis fiscals familiars. Aquestes proposicions són formulades des de l'òptica de millorar el poder de compra de les famílies, de sostenir la natalitat i de permetre una millor conciliació entre vida professional i vida personal.
Ha també estat ponent d'una proposició de llei provinent del Senat que preten millorar l'accés a la prestació de compensació de la discapacitat, adoptada per l'Assemblea nacional per unanimitat el 15 de gener de 2020. Quan va sortir va ser nomenada coponent d'una comissió d'informació « flash » sobre l'acompanyament de les persones discapacitades com a titulars de drets en vida.